# Sehotepibrêânkh
Sehotepibrêânkh a été un grand prêtre de Ptah de Memphis sous le règne de Sésostris Ier au début de la XIIe dynastie.

## Carrière
L'Ägyptisches Museum de Berlin conserve une table d'offrande au nom d'un grand prêtre de Ptah nommé Sehotepibrêânkh qui pourrait lui être attribuée. Si ce document appartient bien au même grand prêtre, il portait alors les titres honorifiques de « noble » et de « gouverneur » et occupait en outre les fonctions de « prêtre sem », de « préposé au diadème quand Ptah est orné » et de « Trésorier du Roi ». Cette dernière charge associée à celle de grand prêtre de Ptah, ferait alors de Sehotepibrêânkh un des principaux dignitaires du règne de Sésostris Ier.
Le Metropolitan Museum of Art de New York conserve une statue du grand prêtre provenant de son mastaba et dont le style est très proche de celle de Senousertânkh qui occupa la même charge avant lui. Au contraire de son prédécesseur, la statue de Sehotepibrêânkh est intacte, et comme son ancêtre la représente assis sur un siège cubique au dossier bas, le torse nu et la tête coiffée d'une perruque cérémonielle.
Sa mémoire a traversé les siècles car il est figuré sur une stèle qu'Ânkhefensekhmet, prêtre memphite de la XXIIe dynastie a fait sculpter plus de mille ans plus tard. Cette stèle comporte la généalogie du prêtre qui se réclame d'une lignée de prêtres et de grands prêtres remontant aux origines de l'histoire de l'Égypte antique. Sehotepibrêânkh y apparaît avec ses titres et le règne sous lequel il a servi, confirmant ainsi son rang et sa place dans la longue suite des grands prêtres de Ptah.

## Sépulture
Son mastaba a été découvert à Licht au nord de la chaussée de la pyramide de Sésostris Ier. Certains éléments découverts dans ce tombeau suggèrent qu'il vécut jusque sous le règne de Sésostris III.